# Ambatondrazaka Airport
Ambatondrazaka Airport är en flygplats i Madagaskar. Den ligger i den centrala delen av landet, 160 km nordost om huvudstaden Antananarivo. Ambatondrazaka Airport ligger 767 meter över havet.
Terrängen runt Ambatondrazaka Airport är platt åt nordväst, men åt sydost är den kuperad. Runt Ambatondrazaka Airport är det ganska tätbefolkat, med 62 invånare per kvadratkilometer. Närmaste större samhälle är Ambatondrazaka, 5,0 km sydväst om Ambatondrazaka Airport. Omgivningarna runt Ambatondrazaka Airport är huvudsakligen savann.